# Dancing Galaxy
Dancing Galaxy är det tredje studioalbumet av den israeliska goatrance-gruppen Astral Projection. Det släpptes den 20 oktober 1997, av Trust in Trance Records. 

## Mottagande
Sputnikmusic gav albumet 4 av 5 och skrev:
| ”              | If a time traveling DJ left the keys to his spaceship in the ignition and you were wasted off your ass, this is probably what it would sound like. | „ |
| – Sputnikmusic | |   |

## Låtlista
| Nr           | Titel                             | Längd    |
| ------------ | --------------------------------- | -------- |
| 1.           | Dancing Galaxy                    | 9:18     |
| 2.           | Soundform                         | 8:12     |
| 3.           | Flying Into A Star                | 9:44     |
| 4.           | No One Ever Dreams                | 8:25     |
| 5.           | Cosmic Ascension                  | 10:18    |
| 6.           | Life On Mars                      | 9:09     |
| 7.           | Liquid Sun                        | 11:06    |
| 8.           | Ambient Galaxy (Disco Valley Mix) | 13:44    |
| Total längd: | Total längd:                      | 01:16:26 |